# Хемскерк, Якоб ван
Якоб ван Хемскерк (нидерл. Jacob van Heemskerk; 13 марта 1567, Амстердам, графство Голландия — 25 апреля 1607, Альхесирас) — голландский мореплаватель и адмирал, капитан Голландской Ост-Индской компании.

## Биография
Якоб ван Хемскерк родился в Амстердаме в 1567 году. Его отцом был Хендрик Корнелис ван Бист Хемскерк, изготовитель корабельных парусов в Амстердаме. Мать неизвестна. Семья переехала из предместий Амстердама и была знатного происхождения. Отец рано умер. Будучи уже сиротой, Хемскерк учился и постигал азы морского дела в Амстердаме. По окончании обучения ходил на торговых судах.
В 1595 году принял участие во второй экспедиции Виллема Баренца. Также принимал участие в третьем и последнем плавании Баренца (1596—1597), которое закончилось зимовкой на Новой Земле. 1 ноября 1597 года, после смерти Баренца, он с остатками экспедиции вернулся в Амстердам. Благодаря этим экспедициям ван Хемскерк стяжал себе славу мореплавателя.
1 мая 1598 года он уехал в первый раз в Индию, сначала в качестве клерка. Во время долгого и изнурительного путешествия были потеряны 8 кораблей, команда страдала от отсутствия еды и воды. Во время этой экспедиции Якоб ван Хемскерк показал себя умелым и отважным командиром, во многом благодаря лично ему экспедиция не потерпела неудачу. 19 мая 1600 году корабли вернулись в Амстердам.
Ван Хемскерк вернулся в Индию 23 апреля 1601 года, теперь как адмирал флота из восьми судов. До 1605 года он служит на Тихоокеанской акватории, занимаясь географическими исследованиями, а также участвует в войне против испанского и португальского флотов. Также, по обычаям того времени, не гнушался разбойных нападений на торговые суда, например, 25 февраля 1603 года взял на абордаж португальский галеон, гружёный фарфором и шёлком, а также рабами. В 1605 году Хемскерк женился, и вскоре у него родился сын. Его жена и ребёнок умерли в том же году во время эпидемии, предположительно холеры. После перенесённой трагедии он навсегда покинул Индию и отправился на родину в Голландию.
В 1603 году Хемскерк был адмиралом в Южной Азии, где успешно противостоял Португалии. В 1606 году он планировал экспедицию в Северный Ледовитый океан в попытке найти северо-восточный проход в Азии, но в январе 1607 был приглашен ко двору, где ему было предложено возглавить голландский военный флот в Средиземном море. 18 января Хемскерк был назначен в качестве временного вице-адмирала Голландии и Западной Фрисландии. В марте 1607 года, после тщательной подготовки, флот из 30 кораблей начал своё плавание к Гибралтару. 25 апреля 1607 года, в ходе битвы при Гибралтаре, испанский флот был полностью уничтожен. Голландцы потеряли около 100 человек, в том числе и Якоба ван Хемскерка, который погиб в первой же атаке в результате ранения ноги пушечным ядром.
Тело Хемскерка было возвращено в Амстердам, где захоронено с воинскими почестями в Ауде керк. Его доспехи, за исключением набедренной пластины, разбитой смертоносным пушечным ядром, выставлены в Рейксмузеуме в Амстердаме.

## Факты
- Его имя носили несколько кораблей нидерландского флота, в том числе лёгкие крейсера типа «Тромп». Также имя адмирала носит тип фрегатов нидерландского флота.
- Участие Якоба ван Хемскерка в последней экспедиции Виллема Баренца показано в нидерландском художественном фильме «Новая земля».